# رودانین
رودانین (به انگلیسی: Rhodanine) یک ترکیب شیمیایی با شناسه پاب‌کم ۱۲۰۱۵۴۶ است.